# A nyomorultak (film, 1958)
A Nyomorultak (eredeti cím: Les Misérables) egy 1958-ban bemutatott egész estés francia–olasz–NDK filmdráma, Jean-Paul Le Chanois rendezésében és Jean Gabin főszereplésével. Victor Hugo 1862-es azonos című regénye alapján készült.

## Cselekmény
Victor Hugo A nyomorultak főszereplőjének egy egész életében menekülésre kényszerített, rovott múltú, de nemes lelkű embert választott, akit 19 év gályarabságra ítéltek azért, mert nővére éhező gyermekeinek kenyeret lopott. Jean Valjean könyörtelen üldözője, Javert felügyelő, a törvény szigorú őre, aki irtózik a bűntől, folyamatosan a nyomában van és próbálja börtönbe juttatni.
Jean Valjeant torzzá tették a 19 évi gályarabság alatt, személyisége megváltozott, erőszakossá vált. A szabadulása utáni találkozás a jóságos püspökkel, annak nemeslelkűsége ráébresztette a lelkében lakozó jóságra. Virágzó várost alapított, a szegények, nyomorultak pártfogója és támogatója lett. Javert üldözése azonban utolérte, menekülnie kellett egyik munkásnője, Fantine megmentett leányával, Cosette-tel. Általa megtapasztalta a szeretetet, melynek megvonása napról napra vezetett el hatalmas ereje elvesztéséhez, a szíve megállásához.

## Szereplők
| Szereplő                                | Színész            | Magyar hang       |
| --------------------------------------- | ------------------ | ----------------- |
| Jean Valjean / Champmathieu             | Jean Gabin         | Básti Lajos       |
| Javert                                  | Bernard Blier      | Egri István       |
| Thénardier                              | Bourvil            | Csákányi László   |
| Thénardierné                            | Elfriede Florin    | Máthé Erzsi       |
| Cosette                                 | Béatrice Altariba  | Balogh Emese      |
| Cosette 8 éves korában                  | Martine Havet      | ?                 |
| Fantine, Cosette anyja                  | Danièle Delorme    | Psota Irén        |
| Marius Pontmercy                        | Giani Esposito     | Peczkay Endre     |
| Pontmercy ezredes, Marius apja          | Jean Murat         | ?                 |
| Eponine                                 | Silvia Monfort     | Schubert Éva      |
| Gavroche                                | Jimmy Urbain       | Horvát János      |
| Enjolras                                | Serge Reggiani     | Paláncz Ferenc    |
| Myriel püspök                           | Fernand Ledoux     | Szabó Ernő        |
| Bíboros                                 | René Fleur         | Zách János        |
| Kicsi Pierre, kéményseprő               | Christian Fourcade | ?                 |
| Montreuil város elöljárója              | Jean Ozenne        | Kovács Károly     |
| Tisztelendő mater a párizsi kolostorban | Gabrielle Fontan   | Gobbi Hilda       |
| Simplicia nővér                         | Madeleine Barbulée | ?                 |
| Csendőr                                 | Edmond Ardisson    | ?                 |
| Feuilly                                 | Gérard Darrieu     | ?                 |
| Prouvaire                               | Pierre Tabard      | Gera Zoltán       |
| Courfeyrac                              | Jacques Harden     | Prókai István     |
| Combeferre                              | Hans Ulrich Laufer | Garics János      |
| Prefektus úr                            | Louis Arbessier    | Bodor Tibor       |
| Szolga a Plumet utcában                 | Laure Paillette    | ?                 |
| Idősebb Mabeuf                          | Jean d'Yd          | Bánhidy László    |
| Kocsis az omnibuszon                    | Émile Genevois     | Siménfalvy Sándor |
| Doktor                                  | François Darbon    | Suka Sándor       |
| Narrátor                                | Jean Topart        | Tímár József      |
| Férfi, aki elutazik Cosette-ért         | Jacques Marin      | Képessy József    |

További magyar hangok: Bánffy György, Báró Anna, Dömsödi János, Farkas Antal, Garas Dezső, Gera Zoltán, Gonda György, Gosztonyi János, Horkai János, Kemény László, Pásztor János, Raksányi Gellért, Suka Sándor.

## Fordítás
- Ez a szócikk részben vagy egészben  a   Les Misérables (film, 1958) című francia Wikipédia-szócikk fordításán alapul.  Az eredeti cikk szerkesztőit annak laptörténete sorolja fel. Ez a jelzés csupán a megfogalmazás eredetét és a szerzői jogokat jelzi, nem szolgál a cikkben szereplő információk forrásmegjelöléseként.